# William Murray, I conte di Mansfield
William Murray, I conte di Mansfield (Scone, 2 marzo 1705 – Highgate, 20 marzo 1793), è stato un magistrato e politico britannico.

## Biografia
Insigne giurista, fu Solicitor general dal 1742, fu nominato chief justice nel 1756. Nello stesso anno creato barone e nel 1776 conte di Mansfield.
Nel 1780, per la sua dichiarata fede cattolica e la tolleranza verso gli oppositori, la sua casa fu saccheggiata e messa al rogo dalla folla inferocita.
Divenne speaker della camera dei Lord nel 1783. 
Si dimise da speaker nel 1788.